# Agroeca spinifera
Agroeca spinifera är en spindelart som beskrevs av Benjamin J. Kaston 1938. Agroeca spinifera ingår i släktet Agroeca och familjen månspindlar. Inga underarter finns listade i Catalogue of Life.